# Brygida Kürbis
Brygida Kürbis (* 11. September 1921 in Chełmno; † 5. November 2001 in Posen) war eine polnische Historikerin für Mittelalterliche Geschichte.

## Leben
Brygida Kürbis wurde 1921 in Chełmno als Tochter von Erich Kürbis, einem Kaufmann, und Kazimiera Szuchmielska, einer Schullehrerin, geboren. Sie studierte Geschichte in Posen und arbeitete von 1949 bis 1991 an der Adam-Mickiewicz-Universität Posen. 1951 habilitierte sie. Seit 1970 war sie als Professorin tätig.

## Werke
- Studia nad Kroniką wielkopolską (1952).
- Dziejopisarstwo wielkopolskie XIII i XIV w. (1959).
- Myśli i nauki Mistrza Wincentego zwanego Kadłubkiem (1980).
- Na progach historii, Bd. 1–2 (1994–2001).